# فيفا ستريت 3
فيفا ستريت 3 (بالإنجليزية: FIFA Street 3)، هي لعبة فيديو من نوع رياضة كرة القدم، تم تطويره من قبل ستوديو إي آيه كندا، ونشرها إي آيه سبورتس بيغ، صدرت اللعبة في الأسواق سنة 2008، وتعمل على منصات بلاي ستيشن 3، إكس بوكس 360 ونينتندو دي إس.